# Arman Andreasjan
Arman Andreasjan (orm. Արման Արսենի Անդրեասյան; ur. 27 grudnia 1999) – ormiański zapaśnik walczący w stylu wolnym. Brązowy medalista mistrzostw świata w 2023; piąty w 2021 i 2022. 
Złoty medalista mistrzostw Europy w 2024; srebrny w 2022 i 2025; brązowy w 2021. Triumfator wojskowych MŚ w 2021. Trzeci w indywidualnym Pucharze Świata w 2020. 
Trzeci na ME U-23 w 2021, ME juniorów w 2018 i 2019. Mistrz Europy kadetów w 2016 roku.